# Erimo Maru (Schiff, 1972)
Die Erimo Maru (japanisch えりも丸) war ein 1972 in Dienst gestelltes Fährschiff der japanischen Reederei Nihon Enkai Ferry. Sie stand bis 1987 in japanischen Gewässern im Einsatz und wurde anschließend nach Griechenland verkauft, wo sie bis 2004 als King Minos für die Minoan Lines fuhr. Anschließend war es bis 2019 als Mawaddah im Dienst und ging im selben Jahr zum Abbruch ins pakistanische Gadani.

## Geschichte
Die Erimo Maru wurde am 20. Dezember 1971 unter der Baunummer 1015 in der Werft von Kanasashi Shipbuilding in Shimizu auf Kiel gelegt und lief am 14. April 1972 vom Stapel. Nach ihrer Ablieferung an Nihon Enkai Ferry am 31. Juli 1972 nahm sie vier Tage später den Fährdienst zwischen Tokio und Tomakomai auf. Ihr wenige Monate zuvor fertiggestelltes Schwesterschiff war die Shiretoko Maru.
Nach knapp 15 Jahren im Dienst in japanischen Gewässern ging die Erimo Maru im Juni 1987 an die griechische Minoan Lines. Nach umfangreichen Umbauarbeiten in Perama brach sie im August 1988 unter dem Namen King Minos zu ihrer ersten Überfahrt auf der Strecke von Patras nach Igoumenitsa, Korfu und Ancona auf. In Japan wurde sie 1989 durch eine neue Erimo Maru ersetzt.
In den folgenden Jahren wechselte das Schiff mehrfach seine Einsatzstrecke. Ab Mai 2002 fuhr es unter Charter von Maritime Way in der Sommersaison zwischen Patras, Igoumenitsa, Korfu und Brindisi, während es in den Wintermonaten aufgelegt war. Zuletzt fuhr die King Minos in der Sommersaison 2004 unter Charter von Comanav.
Im Dezember 2004 ging die Fähre als Mawaddah in den Besitz der in Panama registrierten Namma Lines über, um ab 2005 zwischen Safaga und Sues nach Dschidda eingesetzt zu werden. Seit 2010 stand das zuvor in Panama registrierte Schiff unter der Flagge Saudi-Arabiens. Im Januar 2019 wurde die Mawaddah zum Abbruch verkauft, verließ am 19. Januar den Hafen von Dschidda und traf acht Tage später bei Gadani ein, um dort abgewrackt zu werden.